# Alebroides ursulae
Alebroides ursulae är en insektsart som beskrevs av Irena Dworakowska 1997. Alebroides ursulae ingår i släktet Alebroides och familjen dvärgstritar.
Artens utbredningsområde är Taiwan. Inga underarter finns listade i Catalogue of Life.